# قلب‌ها و استخوان‌ها
قلب‌ها و استخوان‌ها (انگلیسی: Hearts and Bones) یک مجموعهٔ تلویزیونی درام بریتانیایی است که در سال ۲۰۰۰ منتشر شد. این سریال نخستین نقش‌آفرینیِ تلویزیونی مایکل فاسبندر محسوب می‌شود.

## بازیگران
- دیمین لوئیس
- اندرو اسکاربرو
- سارا پریش
- آماندا هولدن
- هوگو اسپیر
- مایکل فاسبندر